# 리처드 로마너스
리처드 로마너스(Richard Romanus, 1943년 2월 8일 ~ )는 미국의 배우, 각본가, 영화 프로듀서, 작가, 작곡가 겸 작사가, 영화배우, 성우이다.

## 영화
- 젊은 검은 종마 (2003년)
- 카를로스 웨이크 (1999년)
- 수지의 환상여행 (1999년)
- 기빙 업 더 고스트 (1998년)
- 첩보원 가족 로버슨 (1994년)
- 니나 (1993년)
- 오스카 (1991년)
- 비밀의 목소리 (1988년)
- 형사 머피 (1986년)
- 프로토콜 (1984년)
- A 특공대 - TV시리즈 (1983년)
- 팬더모니엄(영어판) (1982년) - 자렛 역
- 헤비 메탈 (1981년)
- 마법사 (1977년)
- 비열한 거리 (1973년) - 마이클 롱고 역